# FK Mornar Bar
FK Mornar Bar (Montenegrijns: ФК Морнар Бар) is een Montenegrijnse voetbalclub uit Bar.
De club werd opgericht in 1923. In 2008 promoveerde de club naar de tweede klasse en werd daar derde. Via de eindronde promoveerde de club voor de tweede keer op rij. Het eerste seizoen in de hoogste klasse was geen succes en de club moest de eindronde om het behoud spelen, die gewonnen werd van FK Bratstvo Cijevna. In 2014 degradeerde de club naar de op een na hoogste divisie, de Druga Crnogorska Liga, na verlies in de play-offs promotie/degradatie tegen FK Berane.

## In Europa
Uitslagen vanuit gezichtspunt FK Mornar Bar
| Seizoen | Competitie        | Ronde | Land               | Club                        | Totaalscore  | 1e W    | 2e W       | PUC |
| ------- | ----------------- | ----- | ------------------ | --------------------------- | ------------ | ------- | ---------- | --- |
| 2024/25 | Conference League | 1Q    | Vlag van Georgië   | FC Dinamo Tbilisi           | 3-2          | 2-1 (T) | 1-1 (U)    | 3.0 |
|         |                   | 2Q    | Vlag van Servië    | FK Radnički 1923 Kragujevac | 2-2 (4-3 ns) | 0-1 (U) | 2-1 nv (T) | 3.0 |
|         |                   | 3Q    | Vlag van Hongarije | Paksi SE                    | 2-5          | 0-3 (U) | 2-2 (T)    | 3.0 |

Totaal aantal punten voor UEFA coëfficiënten: 3.0
Zie ook
- Deelnemers UEFA-toernooien Montenegro
- Ranglijst van alle clubs die in de diverse Europa Cups zijn uitgekomen

Arsenal Tivat ·
Bokelj ·
Budućnost · 
Dečić ·
Jedinstvo Bijelo Polje ·
Jezero · 
Mladost Donja Gorica ·
Mornar ·
Petrovac · 
Sutjeska Nikšić ·